# Герб Иннокентьевского сельского поселения
Герб Иннокентьевского сельского поселения Николаевского муниципального района Хабаровского края Российской Федерации.
Герб Иннокентьевского сельского поселения утверждён Решением № 24 Совета депутатов Иннокентьевского сельского поселения 20 июля 2009 года.
Герб внесён в Государственный геральдический регистр Российской Федерации под регистрационным номером 5740.

## Описание герба
«В лазоревом поле, с волнистой главой, разделённой верхушками елей на зелень и серебро — две сёмги того же металла друг над другом, верхняя рыба — больше».

Герб Иннокентьевского сельского поселения в соответствии с «Методическими рекомендациями по разработке и использованию официальных символов муниципальных образований», утверждёнными Геральдическим советом при Президенте Российской Федерации 28.06.2006 (гл. VIII, п. 45), может воспроизводиться со статусной короной установленного образца.

## Описание символики
Село Иннокентьевка — центр сельского поселения. Расположено на левом берегу Амура выше по течению в 33 км от города Николаевска-на-Амуре. Административный центр поселения село Иннокентьевка было основано в 1859 году епископом Восточной Сибири, Дальнего востока и Русской Америки (Аляски) Иннокентием Вениаминовым, учёным, способствовавшим освоению нижнеамурской земли. В честь него и получило название новое село.
Основу экономики села сегодня составляет добыча и переработка рыбы. В селе находится база рыболовецкой артели «Ленинец», являющейся одним из крупнейших хозяйств Хабаровского края.
Рыбы в гербе поселения — символ основного экономического достатка современного поселения, символ богатств дальневосточных рек. Разный размер рыб аллегория административного состояния поселения, в которое помимо крупного села Иннокентьевка входит и небольшое, но древнее село Сахаровка (основано в 1910 году).
Волнистый край лазурного поля напоминает слова известного «Амурского вальса»:

Плавно Амур свои волны несет,
Ветер сибирский им песни поет.
Тихо шумит над Амуром тайга,
Ходит пенная волна, пенная волна плещет,
Величава и вольна.

Тайга на гербе поселения представлена в виде верхушек елей поднимающихся над необозримыми просторами дальневосточной тайги.
Лазурь — символ чести, благородства, духовности, возвышенных устремлений. Лазурь также символ чистого, бескрайнего неба и морских просторов.
Зелёный цвет символизирует весну, здоровье, природу, надежду.
Серебро — символ чистоты, ясности, открытости, божественной мудрости, примирения.

## История герба
Герб разработан при содействии Союза геральдистов России.
Авторы герба: идея герба — Константин Мочёнов (Химки); художник и компьютерный дизайн — Ольга Салова (Москва); обоснование символики — Вячеслав Мишин (Химки).